# Управљање и одржавање архитектонских објеката у експлоатацији
Управљање и одржавање архитектонских објеката у експлоатацији (енгл. Facility Management) је нова дисциплина која обухвата многе професије са циљем да очува функционалност изграђеног окружења, спајајући људе, места, процесе и технологије. (Дефиниција IFMA - International Association of Facility Managers)